# Ritratto d'uomo (Il condottiero)
Il Ritratto d'uomo, detto anche Il condottiero, è un'opera del pittore Antonello da Messina dipinta nel 1475, durante il soggiorno dell'artista a Venezia. 
L'opera è entrata al Louvre nel 1865.
Il nomignolo condottiero è stato dato dalla vigorosa resa plastica del volto, dallo sguardo altero e dalla cicatrice sul labbro superiore, ma l'identità del modello non è nota.

## Descrizione
Il volto dell'uomo spicca con estremo risalto dal fondo nero,  e neri sono anche la veste e il berretto.
La fisionomia del volto è caratterizzata da profondi occhi castani, un naso dritto, zigomi pronunciati e labbra prominenti, con fine capacità di penetrazione psicologica in un'espressione volitiva.
Queste caratteristiche hanno suggerito una possibile identificazione con Sforza Maria Sforza, duca di Bari, che all'inizio del 1475 si trovava a Venezia e poi si recò a Milano dove il fratello, Galeazzo Maria Sforza, offrì ad Antonio l'incarico di ritrattista di corte: nella parte inferiore c'è una balaustra su cui è affisso un cartiglio con l'iscrizione: 1475 / Antonellus messaneus me pinxit. Per il Museo del Louvre, si tratterebbe di Giorgio Corner (1452-1527), fratello di Caterina, regina di Cipro.
La vista di tre quarti, invece che di profilo come è comune in Italia nel '400, è un chiaro indizio degli influssi fiamminghi recepiti dall'artista. In particolare l'opera sembra ispirata ai ritratti di Jan van Eyck.